# Ива розмаринолистная
И́ва розмариноли́стная, Ницелоз, или Нетала (лат. Sálix rosmarinifólia) — вид цветковых растений из рода Ива (Salix) семейства Ивовые (Salicaceae). Встречается также как Ива сибирская, хотя по современной классификации это название относится к таксону Ива розмаринолистная подвид сибирская (Salix rosmarinifolia subsp. sibirica).

## Ботаническое описание
Низкий кустарник высотой до 0,75—1 м. Ветви прутьевидные, тонкие; молодые — тёмные, шерстисто-волосистые; старые бурые и желтовато-бурые, голые.
Почки яйцевидные, тупые, красно-бурые, опушенные, позже голые. Прилистники узко-ланцетные, скоро опадающие, часто отсутствуют. Листья прямые, плоские, к обоим концам суженные, длиной 2—8 см, шириной 0,3—1 см, линейно- или продолговато-ланцетные, молодые, иногда и взрослые, с обеих сторон шелковисто-пушистые, взрослые обычно сверху тёмно-зелёные, голые, снизу сизоватые.
Серёжки боковые, почти сидячие или на коротких ножках, многочисленные, густоцветковые, мелкие, тычиночные — яйцевидные, длиной 1,5—2 см, пестичные — сначала почти шаровидные, позже коротко-цилиндрические. Прицветные чешуйки обратнояйцевидные, тупые, наверху тёмно-бурые, волосистые. Тычинки в числе двух, с голыми, свободными, красноватыми нитями и желтыми или пурпурными пыльниками; нектарник одиночный, задний, продолговатый. Завязь с яйцевидным основанием, кеглевидная, войлочная, на длинной ножке; столбик короткий; рыльце красноватое, цельными или двураздельными лопастями.
Цветение в мае, до распускания листьев или почти одновременно с ними. Плодоношение в июне.

## Распространение и экология
В природе ареал вида охватывает практически всю территорию Европы, Сибирь, северные районы Центральной Азии и Приморье.
Произрастает на сырых и торфяных лугах, торфяниках, лесных полянах, опушках, на боровых песках, в котловинах среди бугристых песков, в степных западинах. Поднимается в горы: на Восточном Саяне до 1200 м, на Алтае до 1700 м, на Заилийском Алатау до 2500 м над ур. м. На Урале в горах отсутствует. В пределах огромного ареала этот вид неоднороден, варьирует размер листьев, степень их опушения, форма и размер цветочных сережек и другие признаки.
Удовлетворительно размножается зимними стеблевыми черенками.

## Хозяйственное значение и использование
Это одна из самых красивых кустарниковых ив, которые растут у воды, поэтому она используется в садово-парковом дизайне, в посадках на торфяных почвах и по берегам канав.
Хорошо поедается мелким рогатым скотом, удовлетворительно верблюдами, плохо крупным рогатым скотом и лошадьми. Хорошо поедается европейским лосём (Alces alces Linnaeus). На Алтае является осенью и зимой основным кормом для алтайского марала (Cervus elaphus sibiricus Severtzow) в альпийском поясе и в верхней части лесного пояса. Поедается обыкновенным бобром (Castor fiber Linnaeus).
Подходит для закрепления песков.
В листьях обнаружено 161 мг % аскорбиновой кислоты.
При выращивании в культуре растению подойдёт любая почва, идеальной будет влажная.
Кора содержит до 12 % таннидов.

## Классификация

### Таксономия
- Salix rosmarinifolia L., 1753, Sp. Pl. : 1020

Вид Ива розмаринолистная включается в род Ива (Salix) семейства Ивовые (Salicaceae) порядка Мальпигиецветные (Malpighiales), последовательно входящего в более крупные клады Фабиды → Розиды → Суперрозиды → Эвдикоты → Цветковые растения. Таксономическая схема в соответствии с Системой APG IV по состоянию на июнь 2024 года:
|  |                          |  |                                   |                                   |                  |  | еще 35 семейств | еще 35 семейств |                          |  |                        |  | еще 625 подтвержденных видов и 1 028 видов, ожидающих подтверждения | еще 625 подтвержденных видов и 1 028 видов, ожидающих подтверждения |  |
|  |                          |  |                                   |                                   |                  |  | еще 35 семейств | еще 35 семейств |                          |  |                        |  | еще 625 подтвержденных видов и 1 028 видов, ожидающих подтверждения | еще 625 подтвержденных видов и 1 028 видов, ожидающих подтверждения |  |
|  |                          |  |                                   | порядок Мальпигиецветные          |                  |  |                 |                 | род Ива                  |  |                        |  |                                                                     |                                                                     |  |
|  |                          |  |                                   | порядок Мальпигиецветные          |                  |  |                 |                 | род Ива                  |  | 1 внутривидовой таксон |  |                                                                     |                                                                     |  |
|  | клада Цветковые растения |  |                                   |                                   | семейство Ивовые |  |                 |                 | вид Ива розмаринолистная |  |                        |  |                                                                     |                                                                     |  |
|  | клада Цветковые растения |  |                                   |                                   |                  |  |                 |                 |                          |  |                        |  |                                                                     |                                                                     |  |
|  |                          |  | ещё 63 порядка цветковых растений | ещё 63 порядка цветковых растений |                  |  |                 | еще 55 родов    | еще 55 родов             |  |                        |  |                                                                     |                                                                     |  |
|  |                          |  |                                   | ещё 63 порядка цветковых растений |                  |  |                 |                 | еще 55 родов             |  |                        |  |                                                                     |                                                                     |  |

### Внутривидовые таксоны
- Salix rosmarinifolia subsp. sibirica — Ива сибирская

### Синонимы
- Salix anomala E.L.Wolf
- Salix pallida J.Forbes
- Salix repens subsp. rosmarinifolia (L.) Čelak.
- Salix repens var. angustifolia Neilr.
- Salix repens var. rosmarinifolia (L.) Wimm. & Grab.
- Salix rosmarinifolia var. rosmarinifolia
- Usionis rosmarinifolia (L.) Raf.